# Israels statistiske centralbureau
Israels statistiske centralbureau (hebraisk: הלשכה המרכזית לסטטיסטיקה, HaLishka HaMerkazit LeStatistika), forkortet CBS, er et israelsk departement etableret i 1949 for at udføre videnskabelige undersøgelser og publicerede statistiske data for alle aspekter af israelsk liv, inkluderer befolkning, samfund, økonomi, industri, uddannelse og fysisk infrastruktur.
CBS er styret af en rigsstyrende statistikker, som er udnævnt på anbefaling fra statsministeren.
Hovedkvarteret befinder sig i Jerusalems nabolag, men en anden gren i Tel Aviv.

## Eksterne links
- Officiel hjemmeside
- CBS's slutning af 2005 og midlertidig slutning af 2006, israelske byer og landsbyers befolkning (PDF-format)